# Піттсбург Пінгвінс
«Пі́ттсбург Пі́нгвінс» (укр. Пінгвіни Піттсбургу, англ. Pittsburgh Penguins) — заснована у 1967 професіональна хокейна команда міста Піттсбург у штаті Пенсільванія. Команда — член Атлантичного дивізіону, Східної конференції, Національної хокейної ліги.
Домашнє поле для «Піттсбург Пінгвінс» — Мелон-арена.
«Пінгвінс» 5 разів виграли хокейний трофей Кубок Стенлі у сезонах 1990—91, 1991—92, 2008—09, 2015—16 та 2016—17. У команді грав Маріо Лем'є, один з найкращих хокеїстів тих часів. Зараз він є співвласником клубу.

## Історія клубу
До «Пінгвінів» в НХЛ вже грала команда з Піттсбурга - «Пірати» («Піттсбург Пайрітс», з 1925 по 1930 роки). Домашні ігри команда грала на арені «Дукейн-Гарденс». В результаті великої депресії власники клубу зіткнулися з фінансовими труднощами. Впала відвідуваність ігор, клуб намагався продати своїх зоряних гравців, щоб звести кінці з кінцями. Перед початком сезону 1930 — 1931 борг «Піратів» становив $ 400.000, не було коштів для реконструкції старої льодової ковзанки, і було прийнято рішення про переїзд клубу в інше місто штату - Філадельфію, де вони відіграли один сезон під назвою «Філадельфія Квакерс».

### Рішення НХЛ і становлення клубу
Ідея розширення НХЛ пропонувалася ще в 1963 президентом «Нью-Йорк Рейнджерс» Вільямом Дженнінгсом. Однак тільки в 1965 пропозицію Дженнінгса було прийнято, і президент НХЛ Кларенс Кемпбелл оголосив про розширення Національної хокейної ліги. Це рішення означало закінчення 25-річної «Ери великої шістки» по праву названої золотим століттям в історії професійного північноамериканського хокею.
Навесні 1965 сенатор штату Пенсильванія від Кіттаннінга (міста, розташованого за 71 км на північний схід від Піттсбурга) Джек Мак-Грегор під час поїздки обмовився в бесіді зі своїм однокласником по юридичній школі Пітером Блоком про те, що Піттсбург не досяг свого потенціалу в спортивному плані. Пітер Блок був великим шанувальником канадського хокею. До кінця поїздки друзі твердо вирішили шукати шляхи по поверненню Піттсбурга в НХЛ. План Мак-Грегора полягав у створенні групи ініціативних людей, метою якої було повернення НХЛ до Піттсбургу. Учасниками групи стали найвідоміші і впливові громадські особи міста. Група інвесторів зосередила свою увагу на можливості використання НХЛ як інструменту для подальшого різнобічного розвитку Піттсбурга.
Мак-Грегор і Блок дізналися, що за планом розширення, НХЛ планує додати по дві команди із Заходу, Середнього Заходу і Сходу. На Заході це право дісталось Окленду та Лос-Анджелесу, на Середньому Заході - Сент-Луїсу та Міннеаполісу. На Сході це право отримала Філадельфія, а на ще одне місце претендували два міста - Баффало та Піттсбург. Яку з двох команд оберуть - все залежало від голосів тодішніх власників клубів НХЛ, і це рішення було на боці Піттсбургу, 8 лютого 1966 року офіційно це право отримав Піттсбург.
Першим капітаном клубу став Еб Макдональд.

### Назва
Наступним важливим питанням було визначитися з назвою клубу. Думки розділилися, уболівальникам подобалося стара назва («Шершні», клуб, що виступав у АХЛ), проте керівництво клубу, і в першу чергу Пітер Блок, в категоричній формі заявили про те, що під такою назвою команда в НХЛ грати не буде.
|  | «На початку у мене були сумніви, але потім я остаточно вирішив перейменувати клуб, - згадує Пітер Блок. - "Шершні" були командою з нижчої ліги. Ми знали, що на драфті розширення нам дістануться не найкращі гравці, тому не хотіли, щоб нас продовжували вважати колективом рівня АХЛ». |

Надалі стало відомо, що з назвою нового клубу керівництво визначилося вже заздалегідь. Його запропонувала дружина Джека МакГрегора - Керол.
|  | «Коли Джек став співвласником він був дуже схвильований, - розповідає Керол. - Насамперед він запропонував назвати команду. Ми стали думати над цим і перебирати можливі варіанти, що починалися на букву "П". Я запитала його як уболівальники називають "Сивик-Арену". "Голку" - відповів чоловік. Тоді я подумала лід ... Піттсбург ... Пінгвіни. Ми перебрали ще кілька варіантів, але кожен раз поверталися до пінгвінів». «Пінгвінс» припали до душі всім нашим друзям, після чого ми зробили ескіз чорно-білої форми ". |

Напевно, про таке рішення дізналися не тільки друзі, але й багато жителів Піттсбурга, оскільки за підсумками проведеного газетою Post-Gazette конкурсу на найкращу нову назву клубу, більшість респондентів вказали саме такий варіант. 10 лютого 1967 було офіційно оприлюднено нову назву хокейного клубу з Піттсбурга. Через 5 днів Емілію Робертс з містечка Бель-Вернона назвали переможницею конкурсу уболівальників, нагородивши першим в історії клубу сезонним абонементом.

### 70-ті роки
Процес становлення команди затягувався. Аж до 1974 року «пінгвіни» не добилися зовсім нічого. Однак сезон 1974/75 вийшов найкращим, в недовгій історії команди. У регулярному чемпіонаті вони набрали 89 очок, і дійшли до другого раунду плей-оф і вели в серії 3:0, після чого несподівано зупинилися. Шлях пінгвінам перегородив «Нью-Йорк Айлендерс». «Пінгвіни» стали другою командою в історії НХЛ, що програла 4 наступних матчу.

### 80-ті роки
Ні добре ні погано команда продовжувала виступати до сезону 1983/84, в якому виступила просто жахливо, зайнявши тверде останнє місце. Цей, здавалося б, крах обернувся величезною перемогою Піттсбурга, адже саме своїм «блискучим» виступом в 1984 році вони забезпечили собі перший вибір драфту. Сумнівів, кого вибере генеральний менеджер пенсильванської команди, не було ні в кого. Цим гравцем став Маріо Лем'є, який, граючи останній рік в QMJHL набрав за сезон 282 очки! (133 + 149). Фантастичне досягнення. Згодом його називатимуть «Супер-Маріо», а він в свою чергу стане символом та іконою за життя для всього Піттсбурга. Але того дня, коли його обрали «пінгвіни», Маріо настільки засмутився, що відмовився навіть позувати у формі свого нового клубу. Адже Лем'є, як і будь-який інший франко-канадець, завжди мріяв грати у формі «Монреаля». День 9 червня 1984 вважається в Піттсбурзі початком епохи Маріо Лем'є. Ця епоха буде ознаменована виграшем двох Кубків Стенлі в 1991 і 1992 роках (до станнього приклав ключку і українець канадського походження Дейв Михайлюк).

### 90-ті роки
Епоха Лем'є. Він встановив всі клубні рекорди, завоював чимало призів, але найважливим є його гол у ворота «Міннесота Норз-Старс» у фінальній серії Кубка Стенлі 1991 року. Єдиною проблемою Маріо були травми, які змусили його завершити кар'єру після сезону 1996/97 років. Йому довелося довго лікуватися від раку, хронічна травма спини теж нагадувала про себе. Але він повернувся. Через 3,5 роки він взув ковзани і пішов рятувати потопаючих на той момент «пінгвінів». Свого улюбленця і кумира вітав стоячи, здавалося, не тільки Піттсбург, але і вся Північна Америка. Команда «Піттсбург Пінгвінс» стала просто невіддільна від імені цієї людини.
Звичайно, Маріо не один виграв два Кубки Стенлі: в тій команді виступали такі зірки як Яромір Ягр та Рон Френсіс, Пол Коффі та Леррі Мерфі, у воротах впевнено грав Том Баррассо. Головним тренером команди був Скотті Боумен, а генеральним менеджером Крейг Патрік до слова тренував команду в сезоні 1989–90. У наступні роки після завоювання Кубків Стенлі «пінгвіни» незмінно виходили в плей-оф, проте навіть наблизитися до завоювання третього Кубка їм не вдалося.

### Початок XXI століття і третій Кубок Стенлі

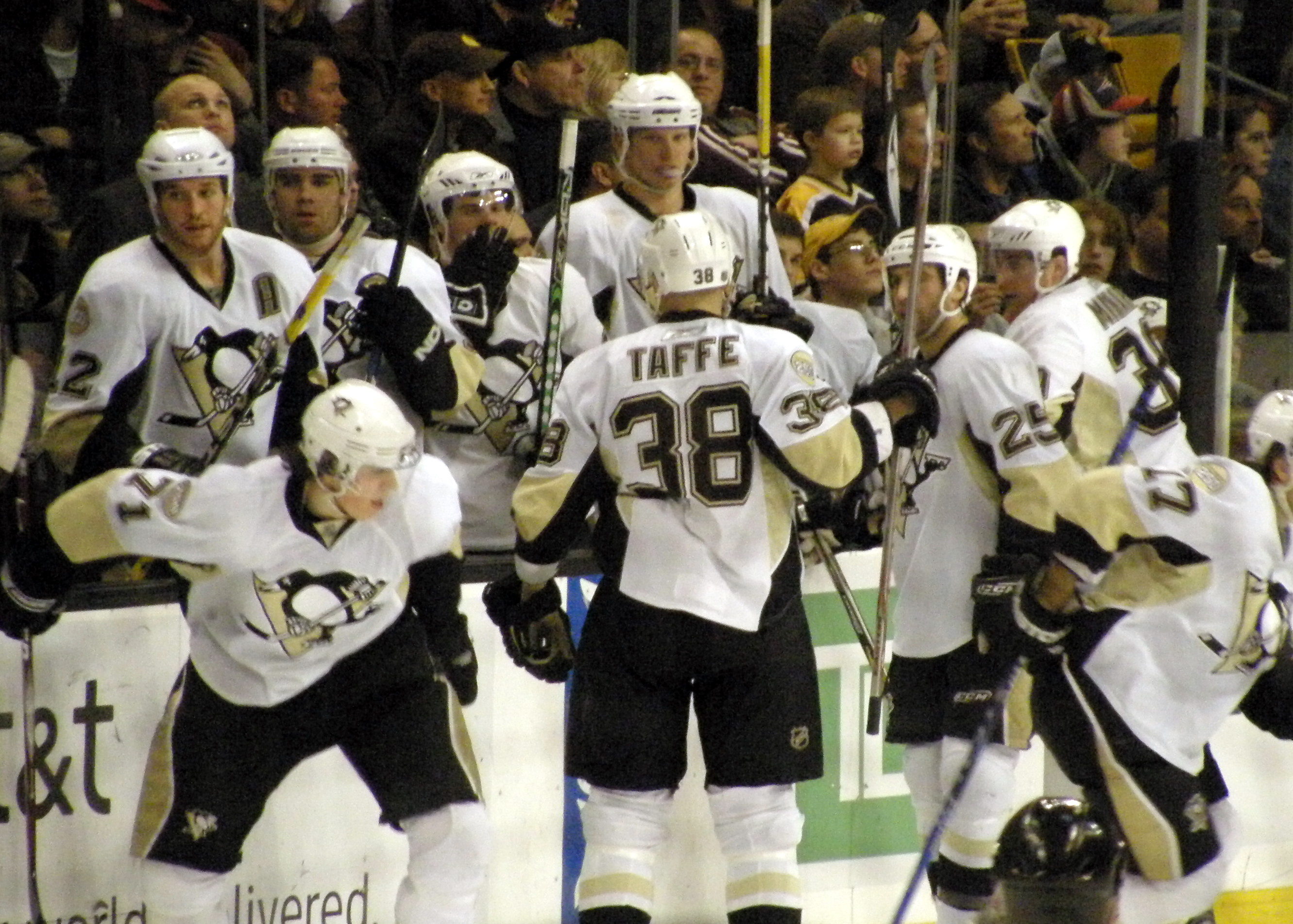
«Піттсбург Пінгвінс»: зміна ланок гравців у матчі проти «Нью-Джерсі Девілс».

У сезон тріумфального повернення в хокей Маріо Лем'є - в 2000 році - команда зуміла дістатися до фіналу конференції, де програла «Нью-Джерсі Девілс» 1:4. Як виявилося, це досягнення стало останнім на довгий час. З сезону 2001/02 і до сезону 2005/06 «пінгвіни» займали останнє місце в своєму дивізіоні і не потрапляли в плей-оф. Багато в чому повторилася історія 1984 року, коли «пінгвіни» посіли останнє місце і забезпечили собі право першими обирати на драфті. Але тут одним драфтом не обмежилось: програючи сезон за сезоном, «пінгвіни» у драфті беруть зірку за зіркою. 2003: під першим номером в Піттсбург йде воротар Марк-Андре Флері, 2004 рік: під другим загальним номером Євген Малкін, 2005 рік - під першим номером драфту Сідні Кросбі (з 2003 по 2006 рік «пінгвіни» вибирали 2 рази першими і 2 рази другими). З іменами цих гравців буде пов'язаний успіх в сезоні 2007/08 року: Флері впевнено провів кінцівку регулярки і весь плей-оф, Малкін став найкращим бомбардиром і снайпером команди, набравши 106 очок за сезон і забивши 47 шайб, а в плей-оф ще 10 шайб, Сідні Кросбі став найкращим бомбардиром розіграшу Кубка Стенлі, набравши 27 очок. Їх спільні зусилля привели команду до фіналу Кубка Стенлі, де «пінгвіни» програли більш досвідченому «Детройту» 2:4.
У 2009 році Піттсбург все-таки завоював Кубок Стенлі, перегравши «Детройт» у серії 4:3. Євген Малкін став першим російським хокеїстом, який виграв приз найціннішому гравцеві плей-оф — «Конн Смайт Трофі». У цьому тріумфальному сезоні за Піттсбург грав український хокеїст Руслан Федотенко. Головний тренер цієї команди та на найближчі п'ять сезонів американець Ден Байлсма.

## Володарі Кубка Стенлі
1991
| Володарі Кубка Стенлі Піттсбург Пінгвінс | Воротарі: Том Баррассо, Френк П'єтранджело, Венделл Янг Захисники: Пол Коффі, Ренді Гілльє, Грант Дженнінгс, Ларрі Мерфі, Джим Пак, Горді Робертс, Ульф Самуельссон, Пол Стантон, Пітер Тальянетті Нападники: Філ Бурк, Джей Кофільд, Боб Еррі, Рон Френсіс, Ренді Гілєн, Їржі Грдіна, Яромир Ягр, Маріо Лем'є (К), Трой Лоуні, Джо Маллен, Баррі Педерсон, Марк Реккі, Кевін Стівенс, Браян Троттьє, Скотт Янг Головний тренер: Боб Джонсон Генеральний менеджер: Крейг Патрік |

2017
| Володарі Кубка Стенлі Піттсбург Пінгвінс | Воротарі: Марк-Андре Флері, Метт Мюррей Захисники: Оллі Мяяття, Джастін Шульц, Тревор Дейлі, Браян Дюмулін, Іан Коул, Рон Гейнсі, Марк Штрайт Нападники: Метт Каллен, Нік Боніно, Кріс Кунітц, Браян Раст, Скотт Вілсон, Картер Рауні, Конор Ширі, Сідні Кросбі (К), Джош Арчібальд, Джейк Генцел, Карл Гагелін, Євген Малкін, Патрік Гернквіст, Філ Кессел Головний тренер: Майк Салліван Генеральний менеджер: Джим Резерфорд |

## Відомі гравці
- Марк Ітон
- Вел Фонтейн
- Карл Мокосак
- Грегг Шеппард
- Боб Стюарт
- Воллі Боєр
- Жан-Себастьян Обен
- Корі Кросс
- Френк Коррадо
- Дейв Берроуз
- Марв Едвардс
- Рон Гайнсі